# Thalkirchen

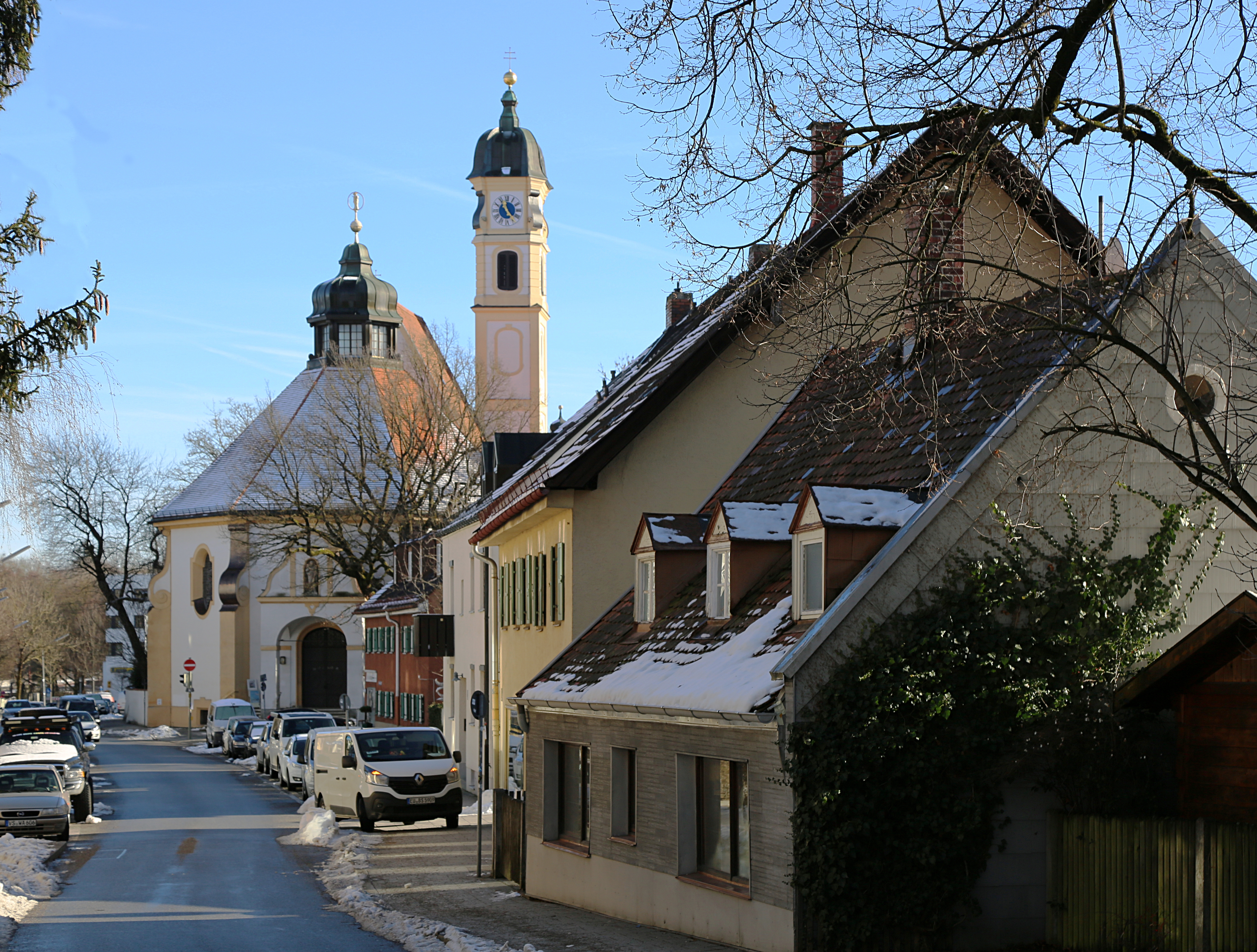
Đường Fraunbergstraße nhìn về phía đông tới nhà thờ St. Maria Thalkirchen

Thalkirchen là một khu phố ở phía nam thủ phủ München của Bayern. Nó thuộc quận 19 Thalkirchen-Obersendling-Forstenried-Fürstenried-Solln. Khu phố, gần như hoàn toàn nằm ở bờ đất thấp phía tây sông Isar, là một trong những khu định cư lâu đời nhất ở phía nam thành phố, nhờ vị trí của nó bên con sông Isar được thiên nhiên hóa lại thành một nơi nghỉ dưỡng và giải trí quan trọng cho toàn thành phố. Trung tâm làng Obersendling, nằm ở phần trên cao của bờ sông, giữa Thalkirchen và Maria Einsiedel. cũng được nhập vào khu phố này.
Theo sắc lệnh về làng xã năm 1808, xã Thalkirchen được hình thành vào năm đó từ ngôi làng cùng tên bên sông Isar, phần phía nam Maria Einsiedel và tiếp theo nữa về phía Nam địa điểm Hinterbrühl cũng như khu Obersendling, mà hầu như không có người ở. Bước sang đầu thế kỷ 20, việc xây dựng tuyến đường xe lửa Isartalbahn và khu vila Prinz-Ludwigs-Höhe phía trên cao của bờ sông xảy ra cùng lúc với việc xã này được nhập vào München. Dần dần, ngôi làng Thalkirchen trước đây đã phát triển về phía bắc đến khu phố Sendling. Sau Chiến tranh thế giới thứ hai, khu vực còn lại ở Oberfeld cũng được phát triển. Tuy nhiên, nó vẫn còn có một tỷ lệ cao hơn trung bình các khu vực xanh cả ở phần dưới và phần trên cao của bờ sông và ở phần trên cao với các khu đất nông nghiệp.